# 吉姆·戴維斯 (商人)
詹姆斯·戴維斯（英語：James S. Davis，1943年5月17日—），是美國商人，新百倫董事長，也是美國職業棒球大聯盟的早期投資者。

## 早年
詹姆斯·戴維斯生於1943年，是一位希臘裔美國人。他曾就讀伍斯特中學，並於1966年獲得明德大學的生物學和化學學士學位。在大學期間，他積極參與大學橄欖球比賽。

## 個人生活
戴維斯已婚，育有兩個孩子。